# Raimondas Valuckas
Raimondas Valuckas (russisch Раймондас Валуцкас, Raimondas Waluzkas; * 19. April 1959 in Šiauliai, Litauische SSR) ist ein ehemaliger litauischer Handballspieler.

## Karriere

### Verein
Raimondas Valuckas kam durch seinen Bruder zum Handball. Der rechte Rückraumspieler spielte zunächst für den örtlichen Verein Šiauliai Tauros. Mit Šiauliai wurde er 1978 litauischer Meister. Mit Granitas Kaunas wurde er 1981 und 1983 litauischer Meister, 1981 und 1985 sowjetischer Vizemeister sowie 1986 Dritter der sowjetischen Meisterschaft. Dank 22 Toren im letzten Saisonspiel wurde der Linkshänder in einer Spielzeit Torschützenkönig der sowjetischen Meisterschaft. Den IHF-Pokal 1986/87 gewann Kaunas nach einem 23:23 bei Atlético Madrid und einem 18:18 zu Hause aufgrund der Auswärtstorregel. Nachdem er im Hinspiel mit sieben Toren bester Werfer seiner Mannschaft gewesen war, wurde er im Rückspiel in Manndeckung genommen und blieb ohne Tor.
1988 wechselte er gemeinsam mit Valdemaras Novickis nach Spanien zu BM Puleva Málaga. Nachdem der Verein in finanzielle Schwierigkeiten geraten war, unterschrieb Valuckas beim deutschen Zweitligisten TSV Bayer 04 Leverkusen. Dessen Hauptsponsor konzentrierte sich ab 1990 auf die Frauenabteilung und so zog der Rückraumspieler weiter zum Drittligisten HSG Nordhorn. In der Saison 1992/93 gelang der Aufstieg in die 2. Bundesliga, wo der Litauer nach dem zweiten Platz 1996 seine Profi-Karriere beendete. 2001 zog er sich endgültig vom aktiven Sport zurück.

### Nationalmannschaft
Mit der litauischen Auswahl belegte er bei der Völker-Spartakiade 1979 den zweiten und 1983 den dritten Rang.
Nach den Olympischen Spielen 1980 in Moskau wurde er erstmals in die sowjetische Nationalmannschaft berufen. Mit dieser gewann er bei der Weltmeisterschaft 1982 die Goldmedaille. 1984 siegte das Team beim World Cup in Schweden, 1987 wurde man Zweiter. Den Supercup in Deutschland gewann die Mannschaft 1985, den Ostseepokal im Jahr 1987. Bei den Wettkämpfen der Freundschaft 1984 unterlag man im Finale der DDR.

### Trainer
In der Saison 2018/19 trainierte Valuckas die B-Jugend der SG Lingen-Lohne.

## Privates
Raimondas Valuckas lebt seit 1989 mit seiner Ehefrau in Deutschland und arbeitet in Nordhorn als Lagerleiter in einem Transportunternehmen. Seine beiden Söhne leben in Litauen. Von 1979 bis 1983 studierte er am Pädagogischen Institut Šiauliai.